# Сокол (комикс)
«Со́кол» — серия российских комиксов в жанрах научной фантастики о приключениях советского космонавта Виктора Соколова, по стечению обстоятельств оказавшегося в космосе и пытающегося вернуться домой. Публикуется российским издательством Bubble Comics с апреля 2019 года по настоящее время. Сценаристками всех выпусков комикса выступили Инга Канареева и Валерия Францева, а художником серии стал муж Валерии, Евгений Францев. Комикс был создан в рамках инициативы «Новые герои Bubble», когда издательство Bubble Comics искало авторов для создания новой постоянной серии комиксов. «Сокол» победил в конкурсе и, таким образом, стал полноценной серией комиксов.
Главным героем комикса является Виктор Соколов — советский космонавт и человек, отправившийся в космический полёт раньше Юрия Гагарина. Предполагалось, что Соколов облетит вокруг Земли и триумфально вернётся домой, на родину. Однако, во время сверхсекретного запуска Соколова в космос что-то идёт не так и ракета космонавта попадает в пространственно-временную аномалию. Сам Виктор оказывается на огромной космической станции «Ньютон», где ему предстоит нелёгкое сотрудничество с искусственным интеллектом из будущего по имени Исаак. Вместе они должны отыскать таинственного профессора Штольца — единственного, кто сможет помочь Соколову вернуться домой.
Выход комикса был встречен положительно, как читателями, так и критиками. Он не только победил в конкурсе «Новые герои Bubble», но и удостоился хвалебных отзывов со стороны профильных критиков. Журналисты отмечали «Сокола» как один из лучших комиксов конкурса, его удачный и хорошо сбалансированный сценарий авторства Валерии Францевой и Инги Канареевой, профессиональные иллюстрации художника Евгения Францева и работу колористок проекта. Рецензенты также посчитали, что на сюжет комикса оказали влияние научно-фантастические телешоу «Доктор Кто» и «Квантовый скачок».

## Сюжет
Комикс повествует о вымышленном первом человеке, отправленном в космос — советском космонавте Викторе Соколове. В марте 1961 года во время сверхсекретного первого испытательного полёта ракету «Восток» с Виктором на борту отправляют в космос с целью доказать, что человек может выжить в условиях невесомости. Однако в момент входа в верхние слои атмосферы «Восток» неожиданно попадает в пространственно-временную аномалию и вся связь ракеты с ЦУП пропадает. Виктор пытается связаться с ЦУП, но безуспешно. Дрейфуя в космосе, Соколов находит некую космическую станцию «Ньютон» и её единственного обитателя — искусственный интеллект под названием «Исаак». ИИ объясняет Соколову, что тот попал в пространственно-временную аномалию, а станция «Ньютон» была построена в будущем, в 2153 году, и отправлена внутрь аномалии для её исследования. Благодаря изучению аномалии глава научного проекта профессор Штольц выяснил, что Земля имеет бесконечное множество различных вариаций. Они образуются во время значительных событий, разный исход которых по разному влияет на дальнейшую историю, из-за чего линия пространства-времени разветвляется, образуя несколько альтернативных вселенных. В таких случаях аномалия выбрасывает большое количество энергии, от которой и питается станция «Ньютон». Во время одного из таких случаев аномалия выбросила слишком много энергии, из-за чего на станции возник сбой в системе подачи кислорода, убивший почти весь экипаж станции. Единственным, кто находился на станции и кому удалось выжить, был профессор Штольц — он успел скрыться в одной из бесконечных вариаций Земли с помощью пространственно-временного портала, который сам и разработал.
Соколов, будучи человеком военным, а не учёным, поначалу никак не может поверить в это и считает, что у него галлюцинации, вызванные пребыванием в космосе. Исаак, в свою очередь, продолжает настаивать на том, что всё это не иллюзия, а правда. Чтобы доказать это, он предлагает Соколову лично опробовать портал и отправиться в одну из альтернативных версий Земли. Не имея других вариантов, космонавт соглашается. Исаак даёт ему специальный браслет, который поможет вернуть его на станцию. Так Виктор попадает в Советский Союз, в Москву образца мая 1972 года. Виктор не может поверить своим глазам и удивляется ещё больше, узнав от Исаака что это последний мирный день на Земле в этой вариации — буквально через несколько часов в Москве снайпером будет убит президент США Никсон, после чего начнётся ядерная война. Соколов пытается предотвратить теракт, но Исаак утверждает, что даже если ему это и удастся, то ход времени не изменить — произойдёт другое событие, которое приведёт тому же исходу событий. Так и случается: несмотря на то, что Виктор обезвредил снайпера, президент Никсон и генсек Брежнев были убиты взрывом бомбы в Кремле. Исаак телепортирует Соколова обратно на станцию и просит его помочь разыскать профессора Штольца, чтобы он починил станцию, а Виктор смог вернуться в своё время (сюжет «Общий интерес»).
В сюжете «Чужие правила» Виктор продолжает изучение станции, пока Исаак занимается починкой функционирования её систем. В это время на Земле Виктора объявляют погибшим, но его родители не верят в смерть сына и надеются на его возвращение. Виктор знакомится с роботами-помощниками, работающими на станции, а также замечает, что помимо него на «Ньютоне» есть кто-то ещё. Собрав команду из роботов, Соколов идёт на поиски существа — им оказывается робот-кот, домашнее животное одного из членов экипажа. Пока советский космонавт занимался поисками, Исаак находит сигнал одного из выживших членов экипажа, во время катастрофы находившегося в альтернативной реальности в целях изучения. Этим сотрудником оказывается племянница Штольца, Ольга Кеслер. Она не может вернуться обратно на станцию, так как её транспортировочный браслет вышел из строя. Захватив два браслета с собой, Виктор проходит сквозь портал и отправляется на поиски Ольги.
Проследовав в портал, главный герой попадает в вариант недалёкого будущего, где власть принадлежит корпорациям, мир существует по лекалам киберпанка, а люди живут под землёй, так как из-за действий корпораций воздух на поверхности Земли стал непригодным для жизни (сюжет «В клетке»). Достаточно скоро Виктор узнаёт, что Ольга находится в заточении в тюрьме и приговорена к смертной казни за то, что пыталась выбраться на поверхность. Благодаря помощи Исаака, взломавшего киборгов — местный аналог полиции, ему удаётся проникнуть в тюрьму и освободить Ольгу; вместе они успешно возвращаются на «Ньютон».

### Основные персонажи
- Виктор Соколов — протагонист серии, советский лётчик-космонавт, который отправился в космос раньше Гагарина[2][4]. Является «человеком своего времени», советской «закалки», верит в идеалы коммунизма[3]. Соколов отличается храбростью, сильным характером, находчивостью и умом. Прошёл серьёзную военную подготовку и умеет обращаться с оружием[4][7]. Несмотря на неунывающий склад характера, Виктор вырос во времена Великой Отечественной войны, что сильно повлияло на формирование его личности[6][7].
- Исаак — искусственный интеллект, управляющий станцией «Ньютон» и являющийся её своеобразным «мозгом»[7]. ИСААК является аббревиатурой от Искусственный Самообучающийся Анализатор Аномалий Космоса[4][7]. Так как Исаак — программа без физической оболочки, он появляется исключительно как голограмма, отображаемая через датчики, которые расположены по всему «Ньютону»[7]. Не смотря на то, что он — программа и не имеет эмоций, у него есть собственный характер, отличающийся своенравностью[2]. По характеру — антипод Соколова: в отличие от Виктора, он всегда логичен и рационален[7].
- Ольга Кеслер — племянница профессора Штольца, также как и большинство других членов экипажа учёная, конкретно — социолог[5][6]. Отправилась в одну из вариаций Земли будущего с целью исследовать социальное влияние развития индустриализации на людей[5][6]. Отличается боевым характером, что в том числе выражается в её готовности отправляться в неизведанные миры, на «полевые» задания. В состоянии постоять за себя, хотя в глубине души всё ещё остаётся хрупкой девушкой[7].
- Профессор Штольц — создатель станции «Ньютон», Исаака, роботов-помощников и глава команды исследователей. Именно он открыл существование пространственно-временной аномалии и построил станцию «Ньютон» для её исследования[4]. Для поддержания функционирования станции разработал ИИ «Исаак», а также пятерых роботов-помощников, которые ассистируют бестелесному программному коду в выполнении тех или иных задач[5]. После катастрофы на «Ньютоне» бесследно пропадает в одном из альтернативных миров, найти его — цель главных героев комикса[4].

## История создания

### Авторский состав
Авторами «Сокола» выступила творческая команда из сценаристок Инги Канареевой и Валерии Францевой, а также муж Валерии — Евгений Францев в качестве художника. Авторы являются давними знакомыми и друзьями, которые ранее уже работали совместно над безымянной историей для сборника комиксов «Межгалактическое телевидение», созданного совместно телеканалом «2x2» и издательством Jellyfish Jam. Кроме того, Валерия и Евгений Францевы уже после издания первого тома «Сокола» приняли участие в работе над сборником комиксов художницы Юлии Варасаби «Киберпанк, который мы заслужили», создав для него одну из историй. Канареева и Францева обе имеют литературное образование, а сама Валерия помимо сценарной работы над комиксами занимается музыкой — она вокалистка фолк-панк группы Green Guard. Сравнивая написание альбома и написание сюжета для комикса, Валерия называла оба процесса довольно трудоёмкими, но зависящими исключительно от того, насколько автор готов вкладываться в своё произведение. При этом, по мнению Францевой, очень важно чтобы дотошность во время работы не переходила в «копание» в мелочах.
Евгений Францев, художник серии «Сокол», до этого занимался созданием иллюстраций для авторской серии комиксов «Фронтир» сценаристов Алексея Волкова и Кирилла Кутузова, которые также впоследствии стали работать над проектами в издательстве Bubble Comics. Графическими романами Евгений увлёкся ещё в школьные годы, первым его прочитанным комиксом стал «Бэтмен», который и привил будущему художнику желание рисовать свои собственные истории. Так Францев продолжал рисовать все последующие годы «в стол», пока не отработал стиль и не начал участвовать в работе над публикующимися проектами. Вдохновлялся художник работами иллюстраторов Майка Миньолы, Оливера Куапеля, Грега Токкини, Шона Мерфи и Серджио Топпи, в чьём стиле его особенно привлекала детализированность и проработанность рисунка. Также время от времени Евгений занимался музыкой, таким образом познакомившись со своей будущей женой и сосценаристкой «Сокола» Валерией. Несмотря на любовь Францева к историям о супергероях вроде Бэтмена, Хэллбоя и Спауна, наиболее любимым для себя жанром он определяет научную фантастику и киберпанк — именно в этих жанрах и написан сюжет комикса «Сокол».

### Дизайн персонажей

Концепт-арт Виктора Соколова и Исаака. Художник: Евгений Францев

Единственными постоянными действующими лицами «Сокола», которые являются людьми, стали главный герой комикса советский космонавт Виктор Соколов и племянница разыскиваемого им профессора Штольца, Ольга Кеслер. Имя протагонисту было выбрано значащее, дабы подчеркнуть черты личности героя: так, «Виктор» с латинского означает «победитель», а фамилия «Соколов», как и само название комикса, отсылает к соответствующей птице и символизирует силу характера Виктора и его тягу к небу. Авторы пытались изобразить Соколова как «человека своего времени», наделив его чертами характера «советского» гражданина: находчивостью, смелостью и оптимизмом. Евгений Францев признавался, что временами для него составляет трудность правильно изобразить черты лица Виктора. Героиня Ольга Кеслер изначально должна была называться Анной, однако из-за обилия одноимённых героинь в других комиксах конкурса было решено переименовать её в Ольгу, а первоначальное имя сделать её псевдонимом, появившемся в качестве «пасхалки» в одном из выпусков комикса. Кеслер задумывали как героиню с боевым характером, а в её внешнем виде авторы старались отобразить одновременно и силу, и хрупкость девушки-учёной.
Помимо людей одним из первостепенных персонажей «Сокола» является искусственный интеллект Исаак, «мозг» комической исследовательской станции «Ньютон». Названия для них были выбраны не случайно: они отсылают к английскому учёному Исааку Ньютону, открывшему закон всемирного тяготения. По словам авторов, самым сложным было придумать адекватную расшифровку аббревиатуры ИСААК. ИИ задумывался как полная противоположность главному герою, он должен был быть более логичным и рациональным, что и отразилось в его внешнем виде: чёткие линии силуэта, прямая осанка и акцентные прямоугольники на голове, подразумевающие, что Исаак представляет собой голос разума команды. В компанию к нему были разработаны образы пятерых роботов-помощников, каждый из которых выполняет свою функцию: Захар (робот-секретарь), Борис (робот-грузчик), Афанасий (робот-ремонтник внешних систем станции) и Филипп (робот-ремонтник внутренних систем станции). Помимо этого, Францевы и Канареева также добавили в сюжет робо-кота, экспериментальный образец с полной имитацией жизни, основанный на реально существующем животном — коте Спайк, домашнем питомце Евгения и Валерии.

### Производственный процесс
Когда мы обсуждали первые идеи, то «Сокол» мне представлялся бодрой, приключенческой и таинственной историей. Из идейных вдохновителей могу назвать Дугласа Адамса со своим «Автостопом по галактике». Тема одиночества героя в этом мире и поиски родного дома — это то, что мне хочется передать и в нашем комиксе.
«Сокол» создавался как одна из работ для конкурса «Новые герои Bubble», объявленном в 2018 году. Евгений и Валерия Францевы, узнав о «Новых героях Bubble», обратились к своей общей подруге сценаристке Инге Канареевой, с которой они уже ранее делали комикс для сборника, и предложили ей попробовать свои силы в конкурсе. Далее авторы начали собираться в кафе, обдумывая, о чём можно написать. Продумывая основную идею для будущего комикса, Францевы и Канареева сразу отказались от жанра классической супергероики, посчитав, что супергерои в российских реалиях смотрятся не органично. Исходя из этого, они решили строить сюжет произведения вокруг обычного человека, не обладающего суперсилами. Таким образом, они пошли методом исключения, обратили внимание, что в издательстве уже есть комиксы о полицейском, солдате и шпионе. По итогу, конечная концепция будущего комикса родилась из вопроса «а что, если Юрий Гагарин не был первым человеком в космосе?..». Так было решено, что главным героем «Сокола» станет космонавт, а история будет развиваться в жанре научной фантастики. Главное условие конкурса, что участвующий в нём проект должен вписываться в рамки существующей вселенной Bubble, Канареева назвала очень сложным ограничением, так как было трудно придумать что-то новое во вселенной комиксов издательства, «где уже, казалось бы, всё есть».
Далее авторы задумались над основной конвой сюжета, в котором должен был существовать советский космонавт. Было решено строить историю вокруг попадания главного героя в различные альтернативные реальности, так как, по мнению команды, читателю будет любопытно наблюдать за тем, как себя будет вести простой человек советской эпохи в «причудливом мире будущего». Также Францевы и Канареева постарались ввести в историю достаточно сюжетных ограничений, чтобы избежать стандартных тропов и клише рассказов о путешественниках во времени. В итоге, первым местом, куда отправляется Виктор, стала Москва 1972 года. Чтобы достоверно изобразить столицу тогдашних времён, они изучали старые фотографии города, используя их в качестве референса, а также смотрели на основные исторические события в России того периода. Они также читали о первом полёте Юрия Гагарина, как он проходил и как к нему готовили лётчика. Источниками вдохновения для них послужили классические произведения в жанре научной фантастики, среди которых телесериалы «Доктор Кто» и «Квантовый скачок», фильм режиссёра Стэнли Кубрика «Космическая одиссея 2001 года», роман писателя Дугласа Адамса «Автостопом по Галактике», а также одна из наиболее популярных песен музыканта Дэвида Боуи «Space Oddity».

### Издание

Обложка книги-сборника «Сокол. Книга 1». Художник: Евгений Францев

Отправив питч своего проекта, творческая команда стала ожидать ответа от издательства. В конечном итоге Bubble Comics дало зелёный свет на производство пилотного выпуска, который должен был выйти в рамках серии «Легенды Bubble», как и работы других отобранных конкурсантов. Bubble выделило бюджет на создание первых выпусков каждого из отобранных кандидатов и разбило выбранные команды на три группы, работа каждой из которых курировалась одним из представителей редакционной коллегии издательства: Артёмом Габреляновым, Романом Котковым или Евгением Ерониным. Всего из более 171 заявки было отобрано девять комиксов (включая «Сокола»). Промежуточные итоги «Новых героев Bubble» были озвучены на фестивале Comic-Con Russia 2018, где была анонсирована первая тройка прошедших отбор комиксов: «Сестра» за авторством Александры Звягиной и художницы Виктории Быковой, «Плюшевый полицейский» сценариста Василия Снигирёва и художника Евгения Пивнева, а также сам «Сокол». Пилотный выпуск «Сокола» вышел 21 апреля 2019 года на фестивале Bubble Fest. Далее были выпущены следующие проекты: «Анна», «Импульс», «Клетка», «Чёрная рука», «Не буди лихо», «Memento Mori».
По итогу из этих девяти комиксов во второй этап конкурса вышли «Сокол», «Импульс» и «Анна», после чего начался процесс создания вторых выпусков соответствующих серий. Выход второго выпуска состоялся 12 апреля 2020 года. Конечным победителем конкурса «Новые герои Bubble» стал «Сокол». Об этом было объявлено 30 декабря 2020 года. Как следствие, именно эта серия комиксов и стала новой полноценной линейкой издательства Bubble. Продолжение первых двух конкурсных выпусков вышло в сентябре 2021 года в формате книги-сборника и кроме уже выпущенных номеров включало в себя ещё два новых выпуска, а также дополнительные материалы: комментарии создателей, скетчи и зарисовки персонажей, локаций, эскизы обложек и их неиспользованные варианты. Позже они были выпущены и отдельно от книги, в электронном формате на сайте издательства — третий выпуск вышел 20 октября 2021, а четвёртый — 10 ноября 2021. Помимо этого, в декабре 2020 года иллюстрации из «Сокола» (а также другой серии Bubble, «Метеоры») использовались в качестве оформления выставки «КОС20МОС21» в московском парке «Зарядье», приуроченной к 60-летию полёта Юрия Гагарина в космос.

## Восприятие
Артём Дубровский, журналист издания Regnum, обозревая дебютный выпуск комикса посчитал, что завязка истории о простом советском космонавте позволяет «сразу же» проникнуться главным героем комикса. Причиной тому он называет тот факт, что Соколов представляет собой обычного советского человека, оказавшегося далеко от родного дома, а не «пафосного супергероя с раздутыми мышцами». На это также играют положительные качества характера Виктора Соколова: он смелый и находчивый, обладает серьёзной военной подготовкой, при этом всё ещё оставаясь «простым парнем». Дубровский также отметил, что в «Соколе» не так много типовых клише, свойственных историям про путешествия во времени, что делает комикс самостоятельным и насыщенным действиями произведением. При этом, по мнению Артёма, не возникает ощущения перегруженности, а каждая деталь сюжета «здесь на своём месте». Негативно был воспринят лишь один момент: завершение дебютного выпуска серии на клиффхэнгере. Подытоживая, Дубровский назвал «Сокола» короткой, увлекательной и богатой на события историей «о знакомых вещах, интересно исполненных по-новому». Он выразил надежду, что комикс победит в инициативе «Новые герои Bubble» и команда авторов сможет продолжить историю Виктора Соколова, сделав её «стройной и логически завершённой».
Олег Ершов, редактор сайта ComicsBoom!, посчитал «Сокола» одним из лучших проектов в рамках «Новых героев Bubble», а также наиболее интересным и перспективным для продолжения комиксом из первых трёх выпущенных: «Сестры», «Плюшевого полицейского» и, собственно, самого «Сокола». По мнению Ершова, среди этих комиксов «Сокол» также лучше всего работает как самостоятельная история. Он отметил труд сценаристок Валерии Францевой и Инги Канареевой — рецензент заявил, что им удалось одновременно познакомить читателей с протагонистом, сеттингом, центральной проблемой произведения, при этом увлекательно преподнеся саму историю. В отличие от Дубровского, Ершов посчитал, что авторы завершили пилотный выпуск полноценной концовкой, не оставив читателя неудовлетворённым резким окончанием с помощью клиффхэнгера. Олег также заметил аналогии в «Соколе» с сюжетом научно-фантастического сериала «Квантовый скачок». Рецензент также похвалил и рисунок Евгения Францева, назвав его состоявшимся профессиональным художником, а его иллюстрации Ершов посчитал выполненными на очень высоком уровне. Похвалы удостоилась и работа колористки, Анны Сидоровой. В конечном итоге, он назвал «Сокола» зрелым комиксом от профессиональной авторской команды, удачно справившимся с ограничениями предложенного формата и обладающим потенциалом к дальнейшему раскрытию обозначенной истории.
Борис Блинохватов, представляющий журнал «Мир фантастики», причислил «Сокола» к главным супергеройским комиксам конца 2021 года, опубликованный на русском языке. «Сокол» вошёл в список наряду с такими работами, как «Веном» Донни Кейтса и антологией «Бэтмен. Мир».

### Коллекционные издания
- Сокол. Том 1. — Bubble Comics, Сентябрь 2021. — Т. 1 (№ 1—4) и доп. материалы. — 138 с. — (Сокол). — ISBN 978-5-9908710-7-6.
- Сокол. Том 2 — Bubble Comics, 2023. — Т. 2 ( Номер 5–7) и доп. материалы. — (Сокол).